# Besonders besorgniserregender Stoff
Ein besonders besorgniserregender Stoff (SVHC, von englisch Substance of Very High Concern) ist ein chemischer Stoff (Element, Verbindung oder eine Gruppe von chemischen Verbindungen), welcher nach der REACH-Verordnung als Stoff mit besonders gefährlichen Eigenschaften identifiziert worden ist und schwerwiegende Auswirkungen auf die Gesundheit des Menschen oder auf die Umwelt haben kann.
Die Identifizierung eines Stoffs als SVHC durch die Europäische Chemikalienagentur (ECHA) ist der erste Schritt für eine Aufnahme in den Anhang XIV der REACH-Verordnung und damit des Unterstellens einer Zulassungspflicht. Alternativ können SVHC auch in den Anhang XVII der REACH-Verordnung aufgenommen und damit Beschränkungen unterstellt werden.
Die erste Liste von SVHC wurde am 28. Oktober 2008 publiziert und seither etwa alle sechs Monate Ende Juni und Ende Dezember ergänzt. Für identifizierte SVHC gelten besondere Informationspflichten innerhalb der Lieferkette.

## Kriterien und Aufnahmeprozedur
Der Weg zur Aufnahme eines Stoffs in die Kandidatenliste ist im Artikel 59 der REACH-Verordnung beschrieben. Danach muss der Stoff zumindest den Kriterien des Artikels 57 der REACH-Verordnung entsprechen. Ein Stoff kann daher vorgeschlagen werden, falls er eine oder mehrere der folgenden Kriterien erfüllt:
- karzinogen nach Artikel 57a (Einstufung in die Gefahrenklasse Karzinogenität der Kategorie 1A oder 1B nach CLP);
- mutagen nach Artikel 57b (Einstufung in die Gefahrenklasse Keimzellmutagenität der Kategorie 1A oder 1B nach CLP);
- reproduktionstoxisch nach Artikel 57c (Einstufung in die Gefahrenklasse Reproduktionstoxizität der Kategorie 1A oder 1B nach CLP);
- persistent, bioakkumulativ und toxisch gemäß den Kriterien im Anhang XIII der REACH-Verordnung[3] (PBT-Stoffe) nach Artikel 57d;
- sehr persistent und sehr bioakkumulativ gemäß den Kriterien im Anhang XIII der REACH-Verordnung[3] (vPvB-Stoffe) nach Artikel 57e;
- es liegt ein wissenschaftlicher Beweis für wahrscheinliche ernsthafte Effekte auf die menschliche Gesundheit oder die Umwelt vor, zum Beispiel Neurotoxische Stoffe und Endokrine Disruptoren; solche Stoffe werden fallweise beurteilt nach Artikel 57f.

Es gibt nach Artikel 58 drei Prioritätsgruppen:
- PBT-Stoffe und vPvB-Stoffe
- Stoffe, welche bei der Verwendung weit verteilt werden
- Stoffe, welche in großen Mengen verwendet werden

Die Tatsache, dass ein Stoff ein oder mehrere Kriterien erfüllt, heißt noch nicht, dass er als SVHC vorgeschlagen wird. Etliche solche Stoffe unterliegen bereits Beschränkungen, wie etwa die im Anhang XVII der REACH-Verordnung gelisteten.
Der erste Schritt zur Aufnahme eines Stoffs in die SVHC-Liste (Kandidatenliste) ist das Erstellen eines Dossiers nach Anhang XV der REACH-Verordnung, welches entweder durch die ECHA oder einen Mitgliedstaat angefertigt werden kann. Dieses wird von der ECHA veröffentlicht und alle interessierten Kreise aufgefordert, innerhalb von 45 Tagen Bemerkungen abzugeben. Auch die anderen Mitgliedstaaten oder die Agentur können innerhalb von 60 Tagen Bemerkungen abgeben. Der weitere Verlauf hängt dann von den eingehenden Bemerkungen ab:
- gehen keine Bemerkungen ein, wird der Stoff in die Kandidatenliste aufgenommen und die Agentur kann die Aufnahme in den Anhang XIV empfehlen.
- gehen Bemerkungen ein, überweist ECHA das Dossier innerhalb von 15 Tagen nach der 60-Tage-Frist an den Ausschuss der Mitgliedstaaten. Kommt der Ausschuss innerhalb von weiteren 30 Tagen einstimmig zu einer Einigung, wird der Stoff in die Kandidatenliste aufgenommen und die Agentur kann die Aufnahme in den Anhang XIV empfehlen.
- gehen Bemerkungen ein und gelangt der Ausschuss der Mitgliedstaaten zu keiner einstimmigen Einigung, so arbeitet die Kommission innerhalb von drei Monaten nach Stellungnahme des Ausschusses der Mitgliedstaaten einen Entwurf für einen Vorschlag zur Ermittlung des Stoffes aus. Eine endgültige Entscheidung über die Ermittlung des Stoffes wird nach dem in Artikel 133 Absatz 3 genannten Verfahren erlassen.

Die Agentur veröffentlicht und aktualisiert die SVHC-Liste unverzüglich auf ihrer Website, nachdem über die Aufnahme eines Stoffes entschieden wurde.

## Kandidatenliste/SVHC-Liste
Eigentlich „Liste der für eine Zulassung in Frage kommenden besonders besorgniserregenden Stoffe“ oder „Kandidatenliste der besonders besorgniserregenden Stoffe“, aber auch kurz „Kandidatenliste“ oder „SVHC-Liste“ aufgrund der englischen Bezeichnung Candidate List of Substances of Very High Concern for Authorisation genannt. Mit Stand vom 21. Januar 2025 sind 247 Stoffe/Stoffgruppen in der Kandidatenliste aufgeführt.
Die Stoffe in der Kandidatenliste werden nach ihrer Priorität gereiht. Anhand dieser Reihung erfolgt die weitere Überprüfung, ob ein Stoff in den Anhang XIV der REACH-Verordnung zur Zulassung aufgenommen wird.

## Anhang XIV der REACH-Verordnung – Verzeichnis der zulassungspflichtigen Stoffe
Zum Stand vom 1. November 2023 wurden 59 Stoffe bzw. Stoffgruppen aus der Kandidatenliste in den Anhang XIV der REACH-Verordnung (Verzeichnis der zulassungspflichtigen Stoffe) aufgenommen und sind damit zulassungspflichtige Stoffe. Weitere 52 Stoffe werden per 20. Oktober 2023 zur Aufnahme in Anhang XIV empfohlen.

## Schweiz
In der Schweiz werden die SVHC-Stoffe in den Anhang 3 der Chemikalienverordnung (ChemV) aufgenommen. Die Einträge aus dem EU-Verzeichnis der zulassungspflichtigen Stoffe finden – nach zusätzlichen Abklärungen von Behörden und Industrie – Aufnahme in Anhang 1.17 der Chemikalien-Risikoreduktions-Verordnung (ChemRRV).